# Илия (Туме)
Епи́скоп Илия́ (в миру Нидал Мадил Туме, фр. Nidal Madil Toume; род. 1973, Дамаск) — епископ Антиохийской православной церкви, епископ Аль-Хоснский (Пиргский), викарий Аккарской митрополии.

## Биография
Родился в Дамаске в 1973 году. Вырос и окончил школу в Латакии.
Получил степень гражданского инженера из Тишринского университета в Латакии в 1997 году. В том же году начал обучаться богословию в Богословском институте святого Иоанна Дамаскина в Баламанде, который окончил в 2001 году.
24 декабря 2000 года был рукоположен во диакона митрополитом Алеппским Павлом (Язиджи).
После чего отправился в Рим, где в 2003 году окончил Папский институт арабских и исламских исследований с магистерской степенью по исламоведению, а в 2004 году — иезуитский университет Григориана с дипломом по религиоведению.
17 февраля 2002 года был рукоположен во пресвитера и возведен в достоинство архимандрита.
В 2006 году получил также докторскую степень по религиоведению и исламоведению в Университете Аристотеля в Салониках.
Два года служил в Алеппской епархии. Затем, в октябре 2008 года, митрополит Аккарский Василий (Мансур) назначил его быть своим эпитропом в Аль-Хосне.
На прошедшем 21-23 июня 2011 года заседании Священного Синода Антиохийской православной церкви архимандрит Илия был избран викарием Аккарской митрополии с местопребыванием в Мармарите. 17 июля 2011 года состоялась его епископская хиротони, которую совершили: Патриарх Антиохийский Игнатий, митрополит Мексиканский Антоний (Шедрауи), митрополит Тиросидонский Илия (Кфури), митрополит Хомский Георгий (Абу-Захам), митрополит Сан-Паульский Дамаскин (Мансур), митрополит Аккарский Василий (Мансур), митрополит Европейский Иоанн (Язиджи), митрополит Бострийский Савва (Эсбер), митрополит Алеппский Павел (Язиджи), епископ Дарайский Моисей (Хури), епископ Каррский Гаттас (Хазим), епископ Кесарийский Игнатий (Самаан), епископ Апамейский Исаак (Баракат) и епископ Николай (Баальбаки).